# Кам'янка (Лозівський район)
Ка́м'янка — село в Україні, у Лозівському районі Харківської області. Населення становить 76 осіб. Входить до складу Олексіївської сільської громади.

## Географія
Село Кам'янка знаходиться на відстані 2,5 км від річки Кисіль (правий берег). На відстані 1 км розташоване село Перерізнівка. По селу протікає пересихаючий струмок з декількома загатами. Поруч проходить автомобільна дорога Т 2110.
Відстань до найближчого міста становить близько 15 км і проходить автошляхом Т 2110.

## Історія
- 1733 — дата заснування.